# Frisch heran
Frisch heran ist eine Schnellpolka von Johann Strauss Sohn (op. 386). Das Werk wurde am 2. Februar 1880 im Sofienbad-Saal in Wien erstmals aufgeführt. 

## Einzelnachweis
1. ↑  Quelle: Englische Version des Booklets (Seite 38) in der 52 CDs umfassenden Gesamtausgabe der Orchesterwerke von Johann Strauß (Sohn), Hrsg. Naxos (Label). Das Werk ist als zwölfter Titel auf der 11. CD zu hören.